# Vuelta a oriente

Oriente antioqueño.

La Vuelta a Oriente, en Medellín, Colombia, es un paseo o correría en automóvil dedicada al entretenimiento, descanso y diversión, que tradicionalmente suelen practicar los habitantes de esa ciudad y sus vecinas. Fundamentalmente se realiza en auto o también en bus.
Por consiguiente es una actividad que durante décadas se ha mostrado también a los turistas. Es una de las actividades clásicas de los habitantes del Valle de Aburrá para distensionarse y divertirse en el Oriente antioqueño.
La Vuelta a Oriente ofrece muchas alternativas, y por lo tanto implica un recorrido bastante largo, así que debe la familia, o el individuo que la realiza, estar bien preparado en tiempo para ejecutarla. Es recomendable reservar para realizarla un día completo. 
Por lo común parte desde Medellín hacia sus zonas carreteables del oriente, y regresa finalmente a la misma ciudad luego de una serie de paradas o diversiones. Pero también, los ciudadanos que no residen en Medellín sino en el Oriente antioqueño, emprenden este paseo desde sus ciudades de origen, y regresan tras disfrutar una agradable estancia entre los atractivos de Medellín.
Si desea expandir su paseo por esta vuelta a Oriente, puede ir, por ejemplo, al embalse de El Peñol, municipalidad un poco más alejada pero al alcance; a las históricas ciudades de Rionegro o Marinilla, a La Ceja y sus profundas tradiciones, a El Carmen de Viboral y su industria de cerámica, a  y sus tabernas y rumbas, a La Unión, pueblo totalmente tradicional y emporio de la papa, y muchos otros destinos para el viajero en automóvil.
Uno de los lugares más recomendados es San Antonio de Pereira, famoso por sus postres.